# Deutsche Meisterschaften im Bahnradsport der Amateure 1947
Die Deutschen Meisterschaften im Bahnradsport der Amateure 1947 fanden am 30. und 31. August 1947 auf der Müngersdorfer Radrennbahn in Köln (heute Radstadion Köln) statt. Es war für Amateure die 34. Austragung und die erste Meisterschaft nach dem Zweiten Weltkrieg. Dabei wurden Meister in vier Disziplinen (Sprint, 10 Kilometer, in der Mannschaftsverfolgung und im Zweier-Mannschaftsfahren) ermittelt. Der Zuschauerzuspruch war enorm hoch. Am Finaltag besuchten mehr als 20.000 Menschen die Bahnradsportveranstaltung.

## Sprint
Der Sieger wurde nach Vor- und Hoffnungsläufen in sechs Finalläufen der besten vier Fahrer durch eine Punktewertung ermittelt. Schertle gewann alle seine Finalläufe und damit mit sechs Punkten auch den Titel.
| Ergebnis |                  |                          |
|          | Name             | Verein/Team              |
| 1.       | Willi Schertle   | RV Stuttgardia Stuttgart |
| 2.       | Willy Trost      | RC Colonia Köln          |
| 3.       | Clemens Kaufmann | RC Schmitter Köln        |

## 10 Kilometer (Punktefahren)
Es wurden vier Vorläufe ausgetragen, die von Postler (Bielefeld), Barth (Wiesbaden), Hans Westerhold (Köln) und Kappay (Dortmund) gewonnen wurden.
| Männer |               |                              |
|        | Name          | Verein/Team                  |
| 1.     | Fritz Gayk    | RC Wanderer Bremen           |
| 2.     | Erich Barth   | Wiesbaden                    |
| 3.     | Erich Deckers | RV Schwalbe Mönchen-Gladbach |

## Zweier-Mannschaftsfahren
Es wurden zwei Vorläufe ausgefahren, aus denen die jeweils besten sechs Mannschaften ins Finale kamen. Vorlaufsieger wurden Holthöfer-Postler und Hilgers-Trierscheidt
| Männer |                                    |                   |        |
| #      | Name                               | Verein/Team       | Punkte |
| 1.     | Gerhard Stubbe Eugen Hasenforther  | Ansbach/Stuttgart | 10     |
| 2.     | Heinz Bolten Erich Deckers         | Mönchen-Gladbach  | 9      |
| 3.     | Gerhard Bartkowski Jacob Cloterius | Schweinfurt/Köln  | 6      |

## Mannschaftsverfolgung
Zu den Vorläufen traten zehn Mannschaften an. Danach wurden zwei Finalläufe ausgefahren und der Titelträger nach der gefahrenen Bestzeit ermittelt. Sieger wurde der Vierer vom Schöneberger RV Iduna, dessen Zeit auch die beste Zeit aller Meisterschaftsläufe darstellte.
| Männer |                                                               |                                   |            |
| #      | Name                                                          | Verein/Team                       | Zeit (min) |
| 1.     | Werner Egerland Heinz Boehm Eddy Kühne Heinz Drescher         | Schöneberger RV Iduna 1910 Berlin | 5:17,1     |
| 2.     | Peter Trierscheidt Ernst Erven Heinrich Jaixen Willi Kremer   | RC Staubwolke Köln II             | 5:20,8     |
| 3.     | Werner Holthöfer Willy Postler Helmut Neumann Günther Pankoke | RC Zugvogel Bielefeld             | 5:22,4     |